# Reacció adversa
Una reacció adversa a medicaments (RAM) o simplement reacció adversa és un efecte no desitjat que es produeix en un pacient en ser tractat amb un o diversos medicaments. Se sol denominar també efecte secundari.
Les reaccions adverses es classifiquen en:
- Esperades o tipus A, quan la reacció es produeix pel mateix efecte farmacològic del medicament, però exagerat.
- Inesperades o tipus B, quan és una reacció poca comuna no relacionada amb l'efecte farmacològic i que es produeix per una susceptibilitat particular del pacient al fàrmac. Exemples: reacció al·lèrgica a penicil·lina o leucopènia produïda per clozapina.

També es poden classificar en lleus o tolerables i en greus, fins i tot letals.
La farmacovigilància consisteix a recollir, classificar i elaborar la informació sobre les reaccions adverses als medicaments. Hi participen totes les persones implicades en l'ús del medicament:
- El pacient, qui ha de comunicar al metge tractant les molèsties que sent amb l'administració del medicament.
- Tant el metge com altres professionals de la salut, qui han de comunicar els possibles esdeveniments adversos; a Catalunya a través de la targeta groga.[5]
- La indústria farmacèutica, la qual ha de fer un seguiment de la seguretat dels medicaments que elabora, comunicant a les autoritats de salut els RAM detectats.
- Els organismes públics específics: a nivell d'Espanya l'Agència Espanyola de Medicaments i Productes Sanitaris (AEMPS), a nivell d'Europa l'Agència Europea de Medicaments (EMEA), a nivell dels EUA la Food and Drug Administration (FDA), etc.